# أندريا بينو
أندريا بينو (بالإنجليزية: Andrea Pino)‏ هي صحفية أمريكية، ولدت في 15 فبراير 1992 في ميامي في الولايات المتحدة.